# 大島義唯
大島 義唯（おおしま よしただ、慶長5年（1600年） - 慶安3年8月25日（1650年9月20日））は江戸時代初期の旗本。大島光政の二男。母は三澤氏。通称は茂兵衛。妻は丹羽長重の娘、後妻は朽木宣綱の娘。
慶長18年（1613年）、徳川家康に初めて拝謁。大坂の陣では父・光政と共に枚方を守護した。元和8年（1622年）、父の死去により遺跡を継ぐ。寛永15年（1638年）、駿府城普請の奉行を務める。寛永17年（1640年）、領地を美濃国武儀郡・加茂郡・摂津国豊島郡の5070石に移される。慶安3年（1650年）、51歳で死去。

義唯の息子は義政（早世）、出羽守義近、佐兵衛義保、三之丞義益がいた。義唯の跡は義近が継いだ。義近と建部政長の娘との間に長崎奉行などを勤めた大島義也がいる。
下の2人は分地を受け、それぞれ旗本となった。
義保は慶安3年（1650年）12月に590石の旗本となった。
三之丞義益は300石の旗本となるが、のちに改易となった。その子義俊は遠藤直右衛門を称し、元禄4年（1691年）陸奥二本松藩丹羽家に仕官。後に150石を賜り大島姓に復す。義俊の後は、直右衛門実義－鳴渡義信－太左衛門義範－直助信素－雲平義正－成渡(義直)－義質と続く。成渡(義直)は明治初年の二本松藩贋金事件に連座して入牢後、赦され国立七十七銀行の支配人となっている。義唯の娘は谷衛冬、酒井忠次（蔵人）、大島義雄に嫁いだ。